# Notiphila atripes
Notiphila atripes är en tvåvingeart som beskrevs av Cresson 1917. Notiphila atripes ingår i släktet Notiphila och familjen vattenflugor. Inga underarter finns listade i Catalogue of Life.